# Miklósvölgye
Miklósvölgye (1899-ig Niklova, szlovákul: Mikulášová, ukránul: Mikulasova) község Szlovákiában, az Eperjesi kerület Bártfai járásában.

## Fekvése
Bártfától 16 km-re északkeletre, az Ondava partján fekszik.

## Története
A falut 1414-ben említik először, eredeti neve „Miklósvágása” volt. A 16. században Makovica várának uradalmához tartozott. A 17. században ruszinokkal telepítették be.
A 18. század végén Vályi András így ír róla: „NIKLOVA. Orosz falu Sáros Várm. földes Ura G. Áspermont Uraság, lakosai leg inkább ó hitűek, fekszik Makovitzához 1 mértföldnyire, legelője, és fája van, 1/3 része földgyének termékenyebb.”
Fényes Elek 1851-ben kiadott geográfiai szótárában így ír a faluról: „Niklovó, orosz falu, Sáros vmegyében, a makoviczi uradalomban, Zboro fil., 10 r., 464 g kath. lak., g. anyaszentegyházzal, és savanyuviz-forrással.”
A trianoni diktátum előtt Sáros vármegye Bártfai járásához tartozott.

## Népessége
| Év:            | 1994. | 2004.    | 2014.    | 2024.   |
| -------------- | ----- | -------- | -------- | ------- |
| Emberek száma: | 170   | 146      | 130      | 124     |
| Eltérés:       |       | -14,11 % | -10,95 % | -4,61 % |

| Év:            | 2023. | 2024.  |
| -------------- | ----- | ------ |
| Emberek száma: | 125   | 124    |
| Eltérés:       |       | -0,8 % |

1910-ben 345, túlnyomórészt ruszin lakosa volt.
2001-ben 153 lakosából 86 szlovák, 50 ruszin, 16 ukrán volt.
2011-ben 140 lakosából 81 szlovák, 50 ruszin, 4 ukrán.

## Nevezetességei
- Görögkatolikus temploma a 18. század második felében épült. 1931-ben a bártfafürdői szabadtéri néprajzi múzeumba szállították. 2005-ben újjáépítették. Ikonosztáza szintén 18. századi.